# Siddhi Savetsila

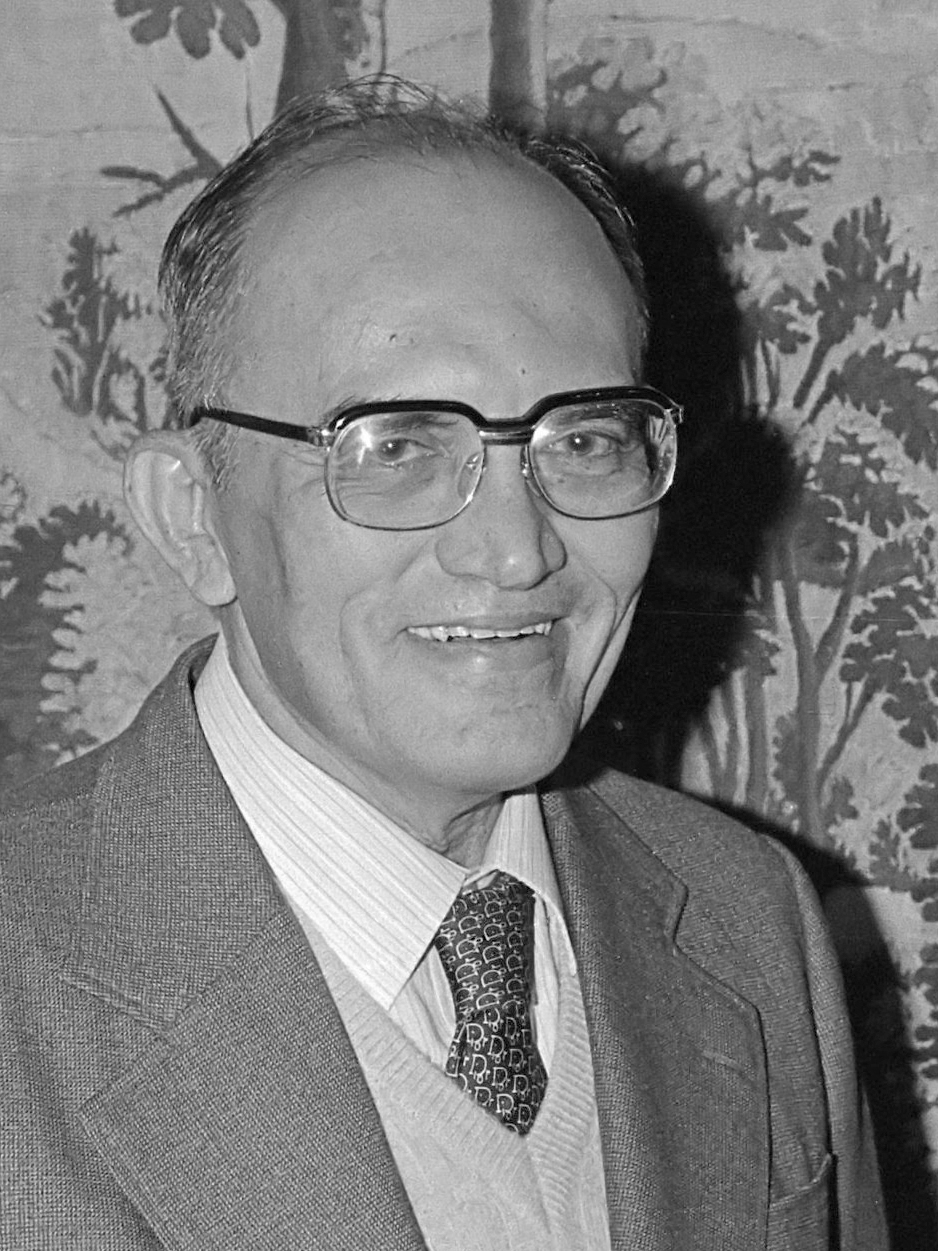
Siddhi Savetsila (1980)

Siddhi Savetsila (Thai สิทธิ เศวตศิลา, RTGS: Sit Sawetsila, Aussprache: [sìt sàʔwèːtsìʔlaː]; * 7. Januar 1919 in Bangkok; † 5. Dezember 2015) war ein thailändischer Luftwaffenoffizier und Politiker. Er war zwischen 1980 und 1990 Außenminister von Thailand. Seit 1991 war er Mitglied des Kronrats von König Bhumibol Adulyadej.

## Leben

### Jugend, Familie, Bildung
Siddhi Savetsila stammte aus einem aristokratischen Hintergrund. Sein Vater war hoher Beamter in der königlichen Regierung. Sein Großvater väterlicherseits war Henry Alabaster, der während der Regierungszeit König Mongkuts (Rama IV.) britischer Konsul in Siam und anschließend Berater von König Chulalongkorn (Rama V.) war. Seine Mutter stammte aus der einflussreichen Familie Bunnag.
Siddhi studierte Ingenieurwissenschaft und Metallurgie an der Chulalongkorn-Universität sowie am Massachusetts Institute of Technology, wo er 1943 einen Bachelor-Grad (B.S.) erwarb. Während des Zweiten Weltkriegs schloss er sich der Seri-Thai-Bewegung an, die Widerstand gegen die faktische Besetzung Thailands durch Japan leistete. Er sammelte Daten für den damaligen US-amerikanischen Auslandsgeheimdienst OSS (Vorläufer der CIA) und wurde kurzzeitig von den Japanern inhaftiert. Von Siddhis Schwestern war eine mit dem ehemaligen OSS-Agenten Willis Bird und eine mit dem CIA-Agenten William Lair verheiratet.

### Militärische und politische Karriere
Er begann seine Karriere in der Thailändischen Luftwaffe und stieg bis zum General auf. Zur Zeit des Einmarschs vietnamesischer Streitkräfte in Kambodscha 1978/79 war er Generalsekretär des Nationalen Sicherheitsrats und arbeitete in dieser Position dem Premierminister Kriangsak Chomanan zu.
1980 wurde Siddhi Savetsila unter Kriangsak zum Außenminister ernannt. Er behielt das Amt auch nach der Regierungsübernahme durch Prem Tinsulanonda wenige Monate später. In der ASEAN und der UNO vertrat er eine harte Linie gegenüber Vietnam, das 1979 in Kambodscha einmarschiert war und dieses besetzt hielt. Um dem pro-vietnamesischen Regime in Kambodscha etwas entgegenzusetzen, unterstützte das Außenministerium unter Siddhi die Roten Khmer. Diese führten nach ihrer Entmachtung einen Guerillakrieg gegen die neue Regierung, wobei sie auch Basen auf thailändischem Territorium nutzten. Durch die Vermittlung des einflussreichen Agrarkonzerns Charoen Pokphand und seines chinesischstämmigen Eigentümers und Vorstandsvorsitzenden Dhanin Chearavanont regte Siddhi die Volksrepublik China an, die Roten Khmer zu unterstützen und zu bewaffnen. Zudem bemühte er sich intensiv, die drei wesentlichen Oppositionsgruppen gegen das Regime in Phnom Penh – Rote Khmer, die FUNCINPEC von Prinz Norodom Sihanouk und die antikommunistische Nationale Befreiungsfront der Khmer (KPNLF) von Son Sann – zur Bildung einer gemeinsamen Gegenriegerung zu bewegen, die Kambodscha bei der UNO vertreten sollte. Dazu reiste er persönlich zu Prinz Sihanouk nach Peking und drohte, dass die drei Gruppen keine finanzielle Unterstützung mehr aus Thailand bekommen würden, wenn sie nicht zusammenarbeiteten. So spielte Siddhi eine entscheidende Rolle bei der Bildung der Koalitionsregierung des Demokratischen Kampuchea im Jahr 1982, die vor der Weltgemeinschaft als legitime Vertretung Kambodschas erscheinen und so als Deckmantel für die Unterstützung der Roten Khmer dienen sollte. Den militärischen Führer der Roten Khmer, Son Sen, bezeichnete Siddhi 1985 als „einen sehr guten Menschen“.
1983 wurde Siddhi ins Parlament gewählt und übernahm Ende 1985 den Vorsitz der Sozialen Aktionspartei, die bei den Wahlen im Juli 1986 gut abschnitt. 1986 war er für kurze Zeit auch stellvertretender Premierminister. Im August 1990 wurde Siddhi als Außenminister ersetzt, da Ministerpräsident Chatichai Choonhavan ein pragmatischeres Verhältnis zu den kommunistisch regierten Staaten Südostasiens anstrebte. Ende der 1980er Jahre befand sich die Soziale Aktionspartei in Schwierigkeiten und im September 1990 trat Siddhi vom Parteivorsitz zurück. Einen Monat darauf gab er auch seinen Parlamentssitz und seine Parteimitgliedschaft auf. Er gab an, der Politik überdrüssig zu sein. 1991 berief ihn König Bhumibol Adulyadej in seinen Kronrat.
Am 8. Mai 2000 war Siddhi einer von fünf thailändischen Veteranen, die von CIA-Direktor George Tenet das Agency Seal Medaillon erhielten.